# Aminoalcool

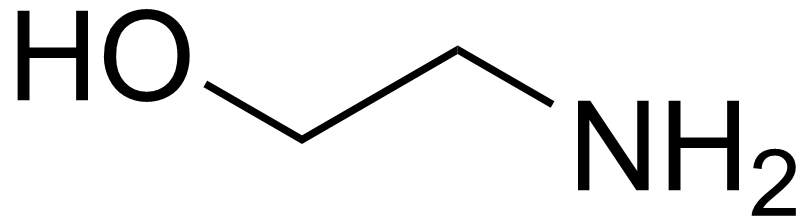
Structure chimique de l'éthanolamine, un alcool aminé simple.

Les aminoalcools ou alcools aminés sont des composés organiques qui contiennent à la fois un groupe fonctionnel amine et un groupe fonctionnel alcool. Dans l'organisme, leur fonction amine est ionisée (R-NH3+) à pH physiologique. Des constituants de phospholipides sont des aminoalcools.[réf. nécessaire]

## Principaux alcools aminés

### Alcools aminés simples
Les alcools aminés simples sont utilisés comme solvants et comme précurseurs chimiques :
- propanolamine ;
- les "éthanolamines" :
  - éthanolamine,
  - diméthyléthanolamine ;
- N-méthyléthanolamine.

## Bêta-bloquant
Une sous-classe de bêta-bloquants est constituée d'alcools aminés. Par exemple :
- le propranolol ;
- le pindolol.

### Divers
- heptaminol
- isoétharine
- noradrénaline
- Les propanolamines
- sphingosine